# The End
The End е епична песен на американската рок група „Дорс“, издадена е през януари 1967 г. в дебютния им едноименен албум. The End започва като обикновена прощална песен, написана от Джим Морисън и става опус от 12 минути, който обикновено изпълняват в края на концертите си. В песента се разказва за убиец и езикът е силен и шокиращ. Джим Морисън първоначално написва текста за раздялата си с приятелката си Мери Уербелоу, но песента се превръща в много по-дълга песен след месеци изпълнения в известен нощен клуб в Западен Холивуд. По думите на самия Джим това е песен, с която казва сбогом на детството.
Песента е използвана във филма на Франсис Форд Копола „Апокалипсис сега“ от 1979 г.

## Музиканти
- Джим Морисън – вокали
- Рей Манзарек – клавир
- Роби Кригър – китари
- Джон Дензмор – барабани